# Sosna pinia
Sosna pinia (Pinus pinea L.) – gatunek drzewa z rodziny sosnowatych (Pinaceae). Pinia występuje na północnym wybrzeżu Morza Śródziemnego, od Hiszpanii po Cypr oraz na południowym wybrzeżu Morza Czarnego.

## Morfologia

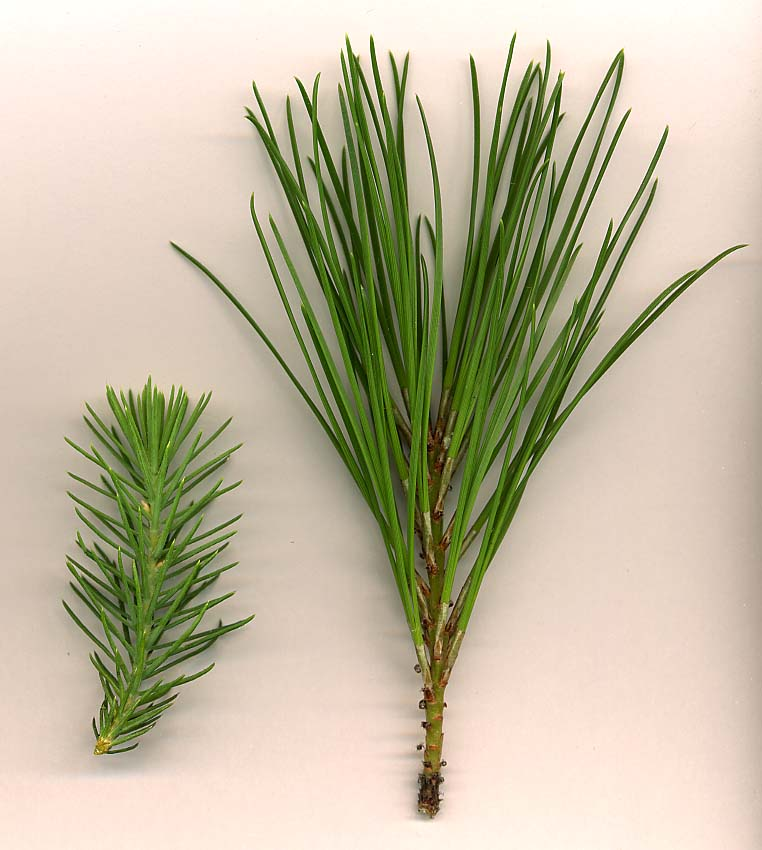
Igły młodociane (z lewej) i właściwe (z prawej)

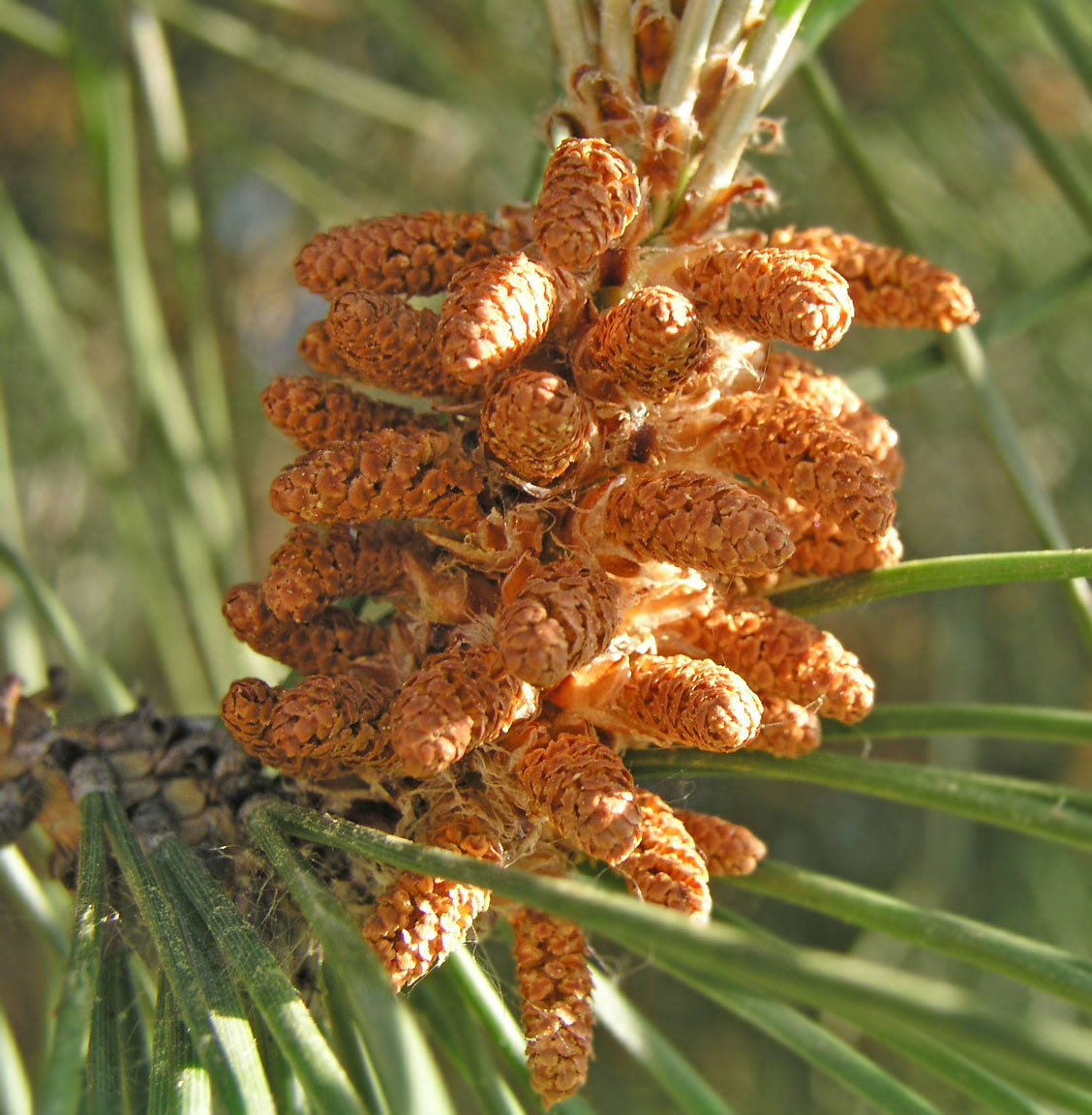
Kwiatostany męskie

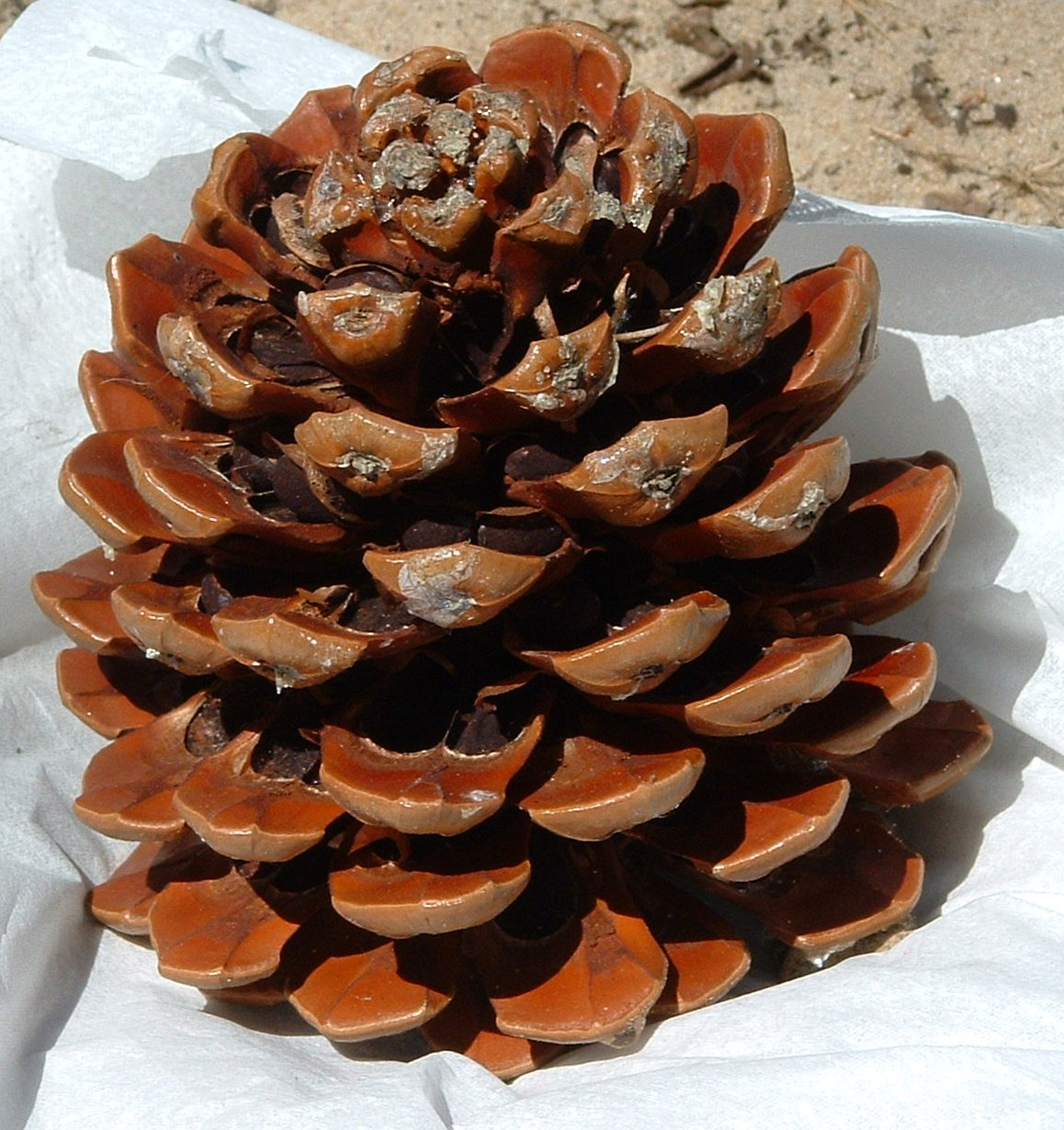
Dojrzała szyszka

PokrójDrzewo iglaste z gęstą, szeroką koroną. Starsze okazy przybierają pokrój parasolowaty.
PieńPień stosunkowo prosty, od pewnej wysokości rozwidlony. Osiąga wysokość 25–30 m. Gałęzie wyrastają z górnej części pnia, wznoszące się pod kątem ostrym. Kora szarobrązowa, u młodych drzew pokryta rysami, u starszych głęboko bruzdowata. Pączki o długości 6–14 mm, bez żywicy.
LiścieWystępują dwa rodzaje igieł: młodociane (juwenilne) – koloru niebieskozielonego i długości 2–4 cm i właściwe – zebrane w pęczki po 2 w przezroczystej pochewce, sztywne i spiczaste, długości 12–15(18) cm, grubości 2 mm. Są lekko zakrzywione, od jasnozielonych do ciemnozielonych.
KwiatyMęskie kwiatostany są podłużne, żółte, długości 1–1,5 cm. Wyrastają u podstawy młodych pędów. Żeńskie szczytowe, kuliste, długości 1–1,5 cm, rosną pojedynczo lub po 3. Dojrzewające szyszki żeńskie są masywne, siedzące, jajowate, długości 12 a szerokości 10 cm, z silnie zdrewniałymi łuskami. Początkowo zielone, dojrzewając, brązowieją. Grube i zdrewniałe łuski szyszek mają zaokrąglone końce, zawierają po 2 ciemnobrązowe nasiona długości do 2 cm, z 4–8 mm skrzydełkiem. Tarczki łusek wypukłe, z dużą piramidką bez kolca. Kwitnie od czerwca do lipca.
Gatunki podobneSosna wydmowa, sosna czarna.

## Biologia i ekologia
Drzewo jednopienne. Szyszki nasienne dojrzewają po 36 miesiącach. Najniższe łuski odpadają, zaś szyszki pozostają na gałęzi. Skrzydełka nasion są zbyt kruche i nie pozwalają na rozsiewanie przez wiatr. Nasiona przeważnie roznoszą zwierzęta, w tym ptak Cyanopica cyana. 
Igły pozostają na drzewie 2–4 lata. Igły młodociane zostają całkowicie zastąpione przez właściwe w wieku ok. 10 lat.
Pinia ze swoją szeroką, parasolowatą koroną uchodzi za charakterystyczne drzewo krajów śródziemnomorskich i tworzy tam malownicze gaje, kształtujące krajobraz. Od starożytności była też sadzona wzdłuż ulic dla ich ocienienia. W przeciwieństwie do innych gatunków sosen, pinie są mało wrażliwe na działanie wiatru. Stały wiatr z jednego kierunku deformuje koronę, powodując jej jednostronne wyciągnięcie.
SiedliskoRośnie na wybrzeżu do wysokości 600 m n.p.m., na lekkich, kwaskowych, suchych glebach. Często porasta wydmy, tworząc gęste, czysto piniowe lasy lub lasy mieszane wraz z sosną nadmorską, dębem bezszypułkowym, jesionem i wiązem. Rośnie na obszarach o łagodnych zimach i ciepłych, suchych latach. Jest niewrażliwa na długotrwałe susze.

## Zastosowanie
- Drzewo ozdobne – w obszarze śródziemnomorskim często sadzona wzdłuż ulic, w parkach i ogrodach.
- Nasiona, po obraniu z łusek, są jadalne i znane jako orzeszki piniowe, lub pinocchi. Orzeszki piniowe są jednym ze składników oryginalnego włoskiego sosu pesto, a także służą do wyrobu sałatkowego oleju piniowego.
- W czasach antycznych duże nasiona pinii (orzeszki piniowe, inaczej piniole) były ważnym składnikiem pożywienia. Z tego względu często uprawiano ją na wybrzeżu Morza Śródziemnego, zakładając lasy piniowe. Współcześnie piniole są np. składnikiem sosów.
- Z pinii produkowany jest miód piniowy o dużych walorach smakowych.
- Drewno – jest bardzo mocne i twarde. Zawiera ono, w porównaniu z innymi gatunkami, mało żywicy i stosowane jest chętnie jako drewno budulcowe przy wyrobie okien, schodów, drzwi, oraz coraz częściej do produkcji mebli kuchennych[5].

## Udział w kulturze
Według znawców roślin biblijnych sosna pinia  to roślina opisana w Księdze Ozeasza (14,9) słowami: „Ja jestem jak cyprys zielony i Mnie zawdzięcza swój owoc".